# 三國 (舞台劇)
《三國：巾幗無雙版》（英文：《 What is Success?》），是由林奕華在2012年主導的舞台劇。該舞台劇脫離三國故事中的陽剛氣魄，選擇以女角為首的詮釋方式，以傳統女性的形象切入男性世界的生存與滅亡之爭。

該劇是繼《水滸傳》、《西遊記》及《賈寶玉》後，林奕華改編自四大名著的最後一項舞台劇作品，也意如往常的試圖以他一貫顛覆又具有啟發性的招牌手法，帶領觀眾進入更多層面上的對照、解讀、思考和想像空間。

## 外部連結
- 《三國 巾幗無雙版（What is Success?）》官網（页面存档备份，存于）
- 《三國 巾幗無雙版（What is Success?）》臉書粉絲團（页面存档备份，存于）